# Miocæn
Miocæn ((græsk): menoos for mindre og kainos for ny; mindre ny) dækker tidsperioden fra 23,03 til 5,332 millioner år siden. Starten på Miocæn defineres som første optræden af foraminiferarten Paragloborotalia kugleri.
Igennem den Miocæne epoke kom Antarktis efterhånden ned på sin nuværende plads som Sydpolen. Efterhånden som Antarktis blev isdækket, faldt det eustatiske havniveau og der blev dannet landbroer imellem Afrika, Europa og Asien. Diverse pattedyrarter udveksledes og faunaen blev lettere homogeniseret. Antarktis' nedisning har ikke været konstant og lejlighedsvise opsmeltninger er forekommet. Havniveauet har derfor varieret. De første menneskeaber, Proconsul, dukkede op i Afrika. Menneskeaben Dryopithecus spredte sig til Europa og Asien. Dryopithecus har ikke gået knogang, som de moderne menneskeaber gør.
I USA findes La Brea tjæresøerne hvor bl.a. mastodonter sad fast.
I Midtjylland findes brunkulslejerne ('Fasterholt Led' i 'Odderup Formation', Langhien alder), der blev udnyttet under 2. verdenskrig. Kilden til brunkullet var det subtropiske klima som Danmark havde i Miocæn og Midtjyllands placering. I nærheden af sumpområderne voksede Sequoia-træer, der er nogle af verdens største træer i dag. Det er ikke et sumptræ, men transgressioner har oversvømmet Sequoiaskovene. I løbet af Serravallien og Tortonien (12 til 7 mio. år) blev 'Gram Formation' aflejret. Den er opdelt i tre successive lag; Glaukonit Ler, Gram ler og Gram Silt. I det marine ler er der fundet et næstent komplet bardehvalskelet i Gram Teglværksgrav.